# Zelčin
Zelčin är en ort i Kroatien.   Den ligger i länet Baranja, i den östra delen av landet, 190 km öster om huvudstaden Zagreb. Zelčin ligger 89 meter över havet och antalet invånare är 351.
Terrängen runt Zelčin är mycket platt. Runt Zelčin är det ganska glesbefolkat, med 35 invånare per kvadratkilometer. Närmaste större samhälle är Valpovo, 6,6 km nordost om Zelčin. Trakten runt Zelčin består till största delen av jordbruksmark.